# Сушно (Шептицький район)
Сушно (до 1989 року — Сушне) — село в Україні, у Радехівській міській громаді Шептицького району Львівської області.

## Історія
Село було власністю польських шляхтичів Коморовських. Правдоподібно, тут народилася Ґертруда Коморовська.

## Відомі особи
- Роман Іщук —  господар із села Сушно. Посол Галицького сейму 2-го скликання 1867-1869 рр. (обраний в окрузі Лопатин - Броди - Радехів) від IV курії, входив до складу «Руського клубу».
- Шевчук Тетяна (* 1904 — дата невідома) — українська письменниця, журналістка, педагог.
- Мончаловський Осип Андрійович (1858–1906) — публіцист та журналіст першої чверті XX сторіччя.
- Баран Петро Семенович  (22 серпня 1904 р., с. Сушно, Радехівщина —24 червня 1986 р., м. Винники) — український священик, діяч «Просвіти», багатолітній парох  у Винниках.[2]

## Пам'ятки
- Каплиця 1906 [Архівовано 22 жовтня 2020 у Wayback Machine.] …Перед входом до каплиці стоїть пам'ятний хрест, під яким напис: «Коли хтось зруйнує храм Божий, Бог зруйнує того, бо храм Божий святий, а ним є ви. (1 Кр. 3:16)»